# Целуни момичетата (филм)
Целуни момичетата (на английски: Kiss the Girls) е американски филм на режисьора Гари Фледър, екранизация по едноименния роман на Джеймс Патерсън.
 Внимание:  Текстът по-долу разкрива сюжета на произведението (или части от него)!
Съдебният психолог Алекс Крос (М. Фрийман) от полицейското управление във Вашингтон Д.С. е изпратен да предотврати самоубийството на малтретирана жена, убила съпруга си след поредния побой. Хладнокръвният Крос успява да убеди жената да остави оръжието и да се опита да се защити пред съда. Приключвайки успешно случая, Крос е посрещнат с ужасяващата новина че талантливата му племенница и студентка Наоми Крос е отвлечена от „Академичният триъгълник“ в Северна Каролина и станала част от ужасяващ план на сериен изнасилвач и убиец отвлякъл осем жени, всичките красавици, нарекъл се Казанова.
Алекс започва целенасочено да проверява връзките на племенницата си и да се среща с различни хора. Междувременно Казанова отвлича докторката-стажантка Кейт Мактиърниън (Ашли Джъд) от дома ѝ, превръщайки я в поредната „Одалиска“ (сексуална робиня). Инжектирайки младите жени с химикала Систол, Казанова ги държи в капан в изоставено имения в горите на Северна Каролина, но не успява да предвиди борбения характер на младата докторка, която успява да избяга и да сътрудничи на д-р Крос в разследването. Проверявайки доставките на химикала в САЩ, Алекс достига до пластичния хирург д-р Уил Рудолф в слънчева Калифорния. В частна операция Алекс, Кейт и двама негови приятели разкриват че Казанова не е само едно лице, откриват престъпна мрежа от садистични убийци. Изненадата е в края на този напрегнат трилър и самоличността на истинския Казанова.

## Персонажи
- Морган Фрийман като д-р Алекс Крос
- Ашли Джъд като д-р Кейт Мактиърниън
- Кари Елуис като детектив Ръскин/Казанова
- Алекс Маккартър като детектив Сайкс
- Тони Голдуин като д-р Уил Рудолф
- Джей О. Сандерс като ФБР Агент Киъл Крейг
- Бил Нън като детектив Семпсън
- Джеръми Пивън като детектив Хенри Кастило
- Брайън Кокс като шеф но полицията Хатфилд
- Рома Мафия като д-р Руоко
- Джина Равера като Наоми Крос
- Ричард Т. Джоунс като Сет Самюел (гаджето на Наоми)
- Татяна Али като Джанел Крос
- Хелън Мартин като Нана Крос

## Продължението
- Трилърът Целуни момичетата излиза през 1997, през 2001 излиза продължението Завръщането на паяка (филм), отново базирано на роман на Джеймс Патерсън и неговия герой Алекс Крос.

1. 1 2  Kiss the Girls //  Box Office Mojo.   Посетен на 16 юли 2020 г. (на английски)